# Брайон Вілсон
Брайон Вілсон (англ. Bryon Wilson; нар. 7 квітня 1988) — американський фристайліст, спеціаліст із могулу, призер Олімпійських ігор.
Брайон Вілсон пробився до складу олімпійської збірної США завдяки успішному початку сезону 2009/2010. На Олімпіаді у Ванкувері він посів третє місце й отримав бронзову медаль.
Молодший брат Брайона, Бред, теж займається фристайлом.